# Idlib
Idlib (en árabe: إِدْلِب‎, romanizado: ʾIdlib) es una ciudad situada en el noroeste de Siria, capital de la gobernación de Idlib. Se encuentra a una altitud de 600 m s. n. m. La población según el censo del año 2010 era de 164 983 habitantes. La ciudad de Alepo se encuentra aproximadamente a 60 km de distancia.

## Historia
Es una zona muy importante históricamente, ya que Idlib contiene la antigua ciudad de Ebla, capital de un poderoso reino.
Las tablillas de Ebla (2350 a. C.) hablan de la ciudad de 𒁺𒄷𒆷𒇥𒌝 du-ḫu-la-bu-um "Duhulabum", que estaría situada en la actual Idlib, existiendo similitudes entre los nombres antiguo y moderno. También se han descubierto evidencias de que Tutmosis III habló de una ciudad llamada ytḥb.

### Imperio otomano
Durante el dominio otomano en Siria, entre los siglos XVI y XIX, Idlib era la capital de una kada (subdistrito) de su mismo nombre, dentro del Valiato de Alepo. La ciudad era centro de producción oleícola, que dio paso a la próspera industria del jabón realizado con aceite. Aunque dicho jabón se vendía principalmente en las ciudades de Alepo, Antioquía y Hama, el producto se exportaba incluso hasta la capital otomana, Estambul. Idlib también destacó en la producción de telas de algodón. 
A mediados del siglo XIX, la ciudad tenía alrededor de 8000 habitantes, de los cuales 500 eran cristianos.

### Guerra Civil Siria
La ciudad fue uno de los principales focos de la rebelión que dio origen a la Guerra Civil Siria y fue conquistada durante un mes por los rebeldes sirios durante la primera batalla de Idlib en marzo de 2012. Aunque fue reconquistada por el gobierno un mes después, el Ejército Sirio perdió de nuevo el control de la ciudad tras la segunda batalla de Idlib en 2015, quedando en manos del grupo rebelde yihadista Ejército de la Conquista, coalición que integraba a destacados grupos rebeldes como Ahrar al-Sham o al antiguo Frente Al Nusra, rama de Al Qaeda en Siria. Tras la captura de la ciudad, la oposición siria propuso esta ciudad como sede provisional de su gobierno interino.
Tras una serie de luchas internas entre la oposición siria, en concreto entre los grupos islámicos Ahrar al-Sham y Tahrir Al-Sham (Al Qaeda), este último grupo considerado la facción yihadista opositora consiguió controlar la totalidad de la ciudad, sede de los rebeldes, el 25 de junio de 2017, declarando que desean crear una región autónoma en la gobernación de Idlib. El 5 de septiembre de 2018 Rusia bombardea posiciones aledañas a Idlib.

## Economía
Tiene una presencia económica importante en la gobernación de Idlib. La zona de los alrededores es muy fértil, produciendo algodón, cereales, aceitunas, higos, uvas, tomates, semillas de sésamo, trigo y almendras. 

## Galería

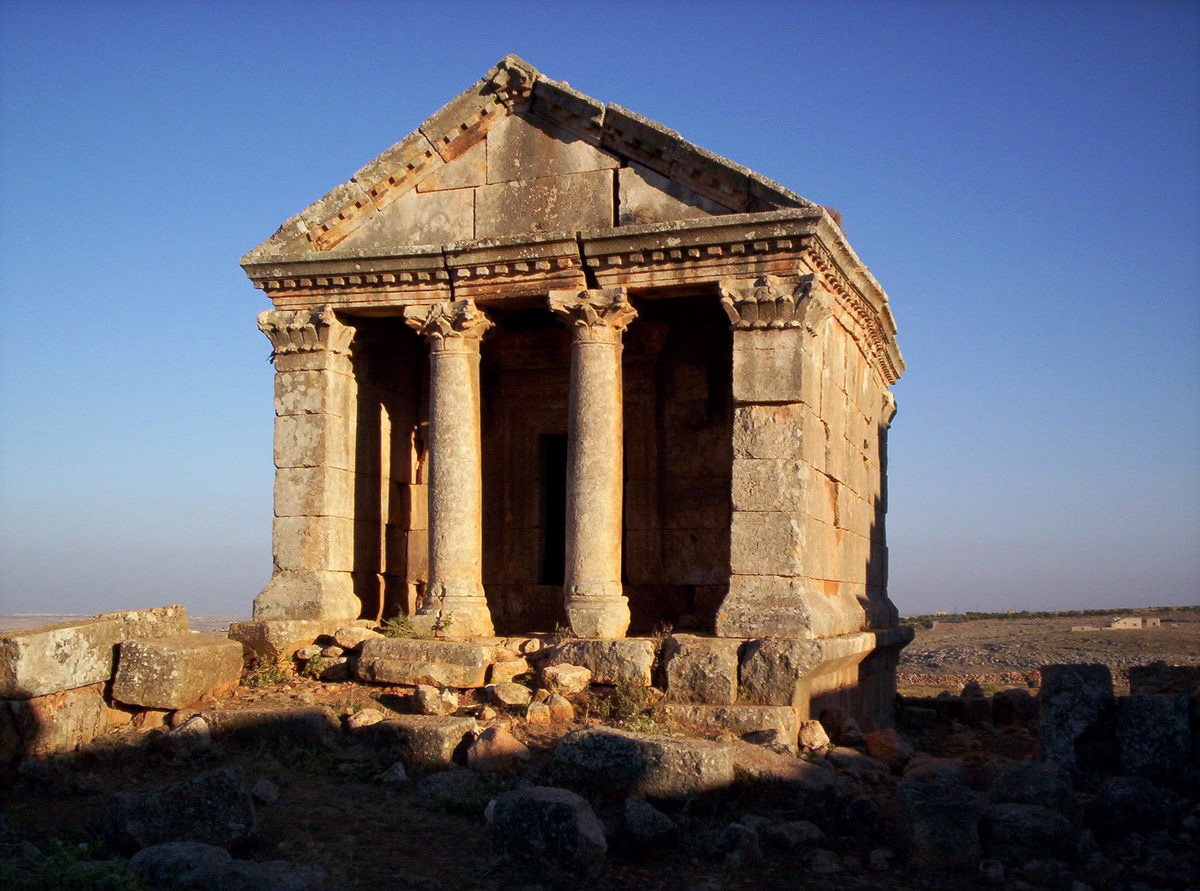
Templo bizantino en Idlib
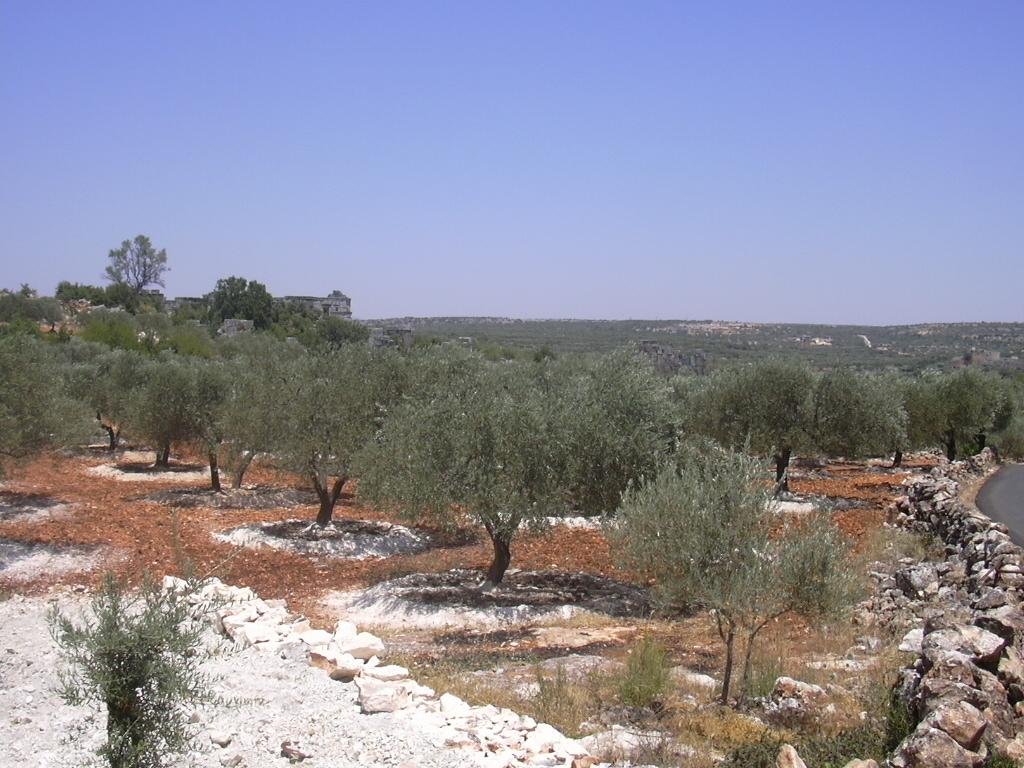
Vista de un olivar en los valles circundantes a Idlib
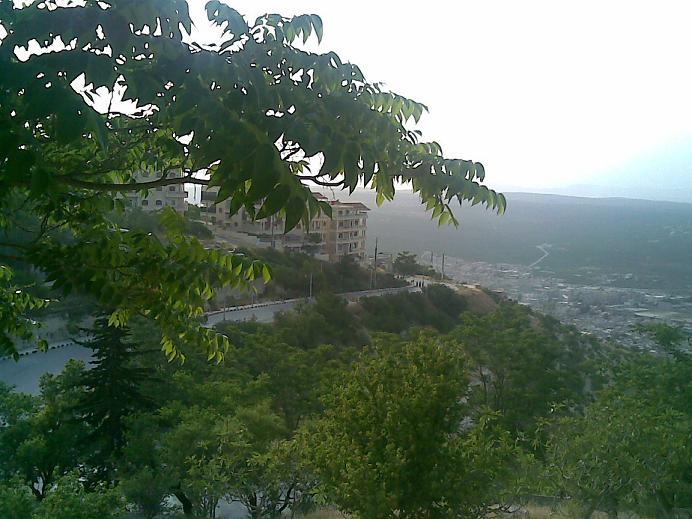
Vista de la ciudad